# 해루
해루(解婁, 기원전 55년~34년)는 백제의 신하로, 백제의 건국 공신 10명 중 한 명으로써 초기 백제의 발전에 큰 공헌을 하였다. 그의 자손들은 훗날 대성팔족(大姓八族) 중의 하나인 해(解)씨 출신 귀족들을 구성하게 된다.

## 생애
원래 부여 사람이지만, 백제로 귀화했다고 한다. 또한 그는 도량이 넓고 식견이 깊었다. 온조 41년(23년)에 우보의 직위를 맡고 있던 울음이 죽자, 79세의 나이로 우보의 자리에 올랐다. 우보에 오른 그는 온조 말기의 정치적 안정에 크게 기여했으며, 온조왕이 죽고 다루왕이 등극한 뒤에도 우보의 직위를 유지하였다. 다루왕 7년인 34년에 90세를 마지막으로 죽을 때까지 11년 동안 재상직을 수행하며 백제의 세력 확대에 크게 공헌하였다.